# بارني ماكلولين
بارني ماكلولين (بالإنجليزية: Barney McLaughlin)‏ هو لاعب كرة قاعدة أمريكي، ولد في 1857، وتوفي في 13 فبراير 1921 في لوويل في الولايات المتحدة.

## وصلات خارجية
- بارني ماكلولين على موقعبيزبول رفرنس.كوم (الدوري الرئيسي) (الإنجليزية)
- بارني ماكلولين على موقعبيزبول رفرنس.كوم (الدوري الثانوي) (الإنجليزية)